# 2017年ロシアグランプリ
2017年ロシアグランプリ (2017 Russian Grand Prix) は、2017年のF1世界選手権第4戦として、2017年4月30日にソチ・オートドロームで開催された。
この年からロシアの為替銀行VTBが冠スポンサーとなったため、正式名称は「2017 FORMULA 1 VTB RUSSIAN GRAND PRIX」となっている。

## レース前
このレースでピレリが供給するドライタイヤのコンパウンドは、ソフト、スーパーソフト、ウルトラソフトの3種類。決勝ではソフトかスーパーソフトのいずれか1セットの使用が義務付けられ、予選Q3タイヤとしてウルトラソフトが指定された。なお、本戦については2月27日のプレシーズンテスト開始前に選択期限を迎えるため、全ドライバー共通のタイヤセットが供給される（ドライバー側での選択不可）。
カルロス・サインツJr.は、前戦バーレーンGPの決勝でランス・ストロールに追突した件で、3グリッド降格ペナルティが科されている。
FIAは、ドライバーがコーナーをショートカットするのを防止するためターン2にスピードバンプを設置し、縁石も同様に変更した。

## フリー走行
開催日時は現地時間 (UTC+3、以下同じ）。

### 1回目
2017年4月28日 11:00
気温19度、路面温度33度、快晴のドライコンディション。ルノーはこのセッションにて地元ロシア出身のセルゲイ・シロトキンをニコ・ヒュルケンベルグに代えて起用した。そのシロトキンが開始11分にMGU-Kのトラブルでストップ、再起動がうまく行かずマーシャルにコース外へ押し出された。ハースは前年から不調続きだったブレンボに代えてカーボン・インダストリーズ製のブレーキをトライしたが、冷却ダクトのテーピングを外すために緊急ピットインするシーンがあった。12時5分にターン2手前のストレートエンドでエステバン・オコンのリアカウルが外れて破片が飛び散り、その処理のために赤旗が提示された。すぐに路面は清掃され、12時9分にセッション再開。残り5分でストフェル・バンドーンが「ノーパワー！」と訴えてピットイン。MGU-Kのトラブルと判明し、セッション終了後にホンダはエナジーストア(ES)とエンジン(ICE)を除くすべてのコンポーネントを積み替えた。これでMGU-Hとターボは早くも5基目となり、合計15グリッド降格が決まった。トップタイムはキミ・ライコネン(1:36.074)。

### 2回目
2017年4月28日 15:00
気温22度、路面温度40度、午前同様快晴のドライコンディション。セッション序盤、メルセデス勢がスーパーソフトでタイムを出したが、20分を過ぎるとフェラーリ勢がウルトラソフトでタイムを更新する。メルセデス勢もウルトラソフトを投入するが、タイヤのウォームアップに苦労してフェラーリ勢を上回ることができない。マックス・フェルスタッペンはターン5であわやウォールにクラッシュという場面があり、16時9分には「パワーを失った」と訴え、ターン16の立ち上がりでエンジンが止まってしまった。セッション後半はチームでウルトラソフトとスーパーソフトを分けて使用し、ロングランのデータ収集に専念したため、タイムの更新はなかった。トップタイムはセバスチャン・ベッテル(1:34.120)。

### 3回目
2017年4月29日 12:00
気温20度、路面37度、ドライコンディション。セッション中盤にルノーのジョリオン・パーマーのマシンに異常が発生、ガレージに戻りそのままノータイムとなった。ルノーは予選前にパーマーのパワーユニットを交換した。セッション終盤にはレッドブルのダニエル・リカルドがコース上でストップしたが、エンジンを再始動させて自走でピットへ戻った。トップタイムはベッテル(1:34.001)。

## 予選
2017年4月29日 15:00
ベッテルが2015年シンガポールグランプリ以来のポールポジションを獲得。チームメイトのライコネンが2位に続き、フェラーリは2008年フランスグランプリ以来のフロントー独占となった。メルセデスの連続ポールポジションは18でストップした。

### 経過
気温21度、路面温度40度、快晴のドライコンディションで行われた。
Q1
各車ウルトラソフトでアタックする中、フェラーリ勢のみスーパーソフトでタイムアタックを行う。メルセデス勢が1-2位、フェラーリ勢は3-4位となる。セッション終了直前にパーマーがターン4イン側のソーセージをヒットしてバランスを崩し、アウト側のウォールにクラッシュ。パスカル・ウェーレインもターン13のブレーキングでリアが流れてスピンオフを喫し、そのままセッションは終了した。この影響でタイムを出せなかったマーカス・エリクソンとロマン・グロージャンはQ1敗退となった。
Q2
Q1でクラッシュしたパーマーのマシン撤去作業が続けられ、ダブルイエローが振られている中でスタートした。フェラーリ勢を含めた全車ウルトラソフトを使用してタイムアタックに臨む。1-4位となったメルセデス勢とフェラーリ勢はこれが決勝でのスタートタイヤとなるため、早々にピットへ戻っている。
Q3
開始直後にコースインしたルイス・ハミルトンとニコ・ヒュルケンベルグがウォームアップラップで交錯し、ハミルトンが「彼は危険なドライビングをしている」と不満を訴えた。最初のアタックでライコネンが1分33秒253でトップに立ち、ボッタスが0.036秒の僅差で2位に続く。ベッテルは0.173秒差で3位、ハミルトンは1.211秒差で4位。残り3分で全10台が新品のウルトラソフトを履いて最後のアタックに臨む。最初にチェッカーを受けたライコネンがタイムを更新できなかった一方、細かくタイムを削ったベッテルがチームメイトを0.059秒上回ってポールポジションを獲得。メルセデス勢はフェラーリのペースに匹敵できず、ボッタスが3番手、ハミルトンは4番手に終わった。

### 結果
| Pos.                | No. | ドライバー                 | コンストラクター                | Q1       | Q2       | Q3       | Grid |
| ------------------- | --- | -------------------------- | ------------------------------- | -------- | -------- | -------- | ---- |
| 1                   | 5   | セバスチャン・ベッテル     | フェラーリ                      | 1:34.493 | 1:34.038 | 1:33.194 | 1    |
| 2                   | 7   | キミ・ライコネン           | フェラーリ                      | 1:34.953 | 1:33.663 | 1:33.253 | 2    |
| 3                   | 77  | バルテリ・ボッタス         | メルセデス                      | 1:34.041 | 1:33.264 | 1:33.289 | 3    |
| 4                   | 44  | ルイス・ハミルトン         | メルセデス                      | 1:34.409 | 1:33.760 | 1:33.767 | 4    |
| 5                   | 3   | ダニエル・リカルド         | レッドブル-タグ・ホイヤー       | 1:35.560 | 1:35.483 | 1:34.905 | 5    |
| 6                   | 19  | フェリペ・マッサ           | ウィリアムズ-メルセデス         | 1:35.828 | 1:35.049 | 1:35.110 | 6    |
| 7                   | 33  | マックス・フェルスタッペン | レッドブル-タグ・ホイヤー       | 1:35.301 | 1:35.221 | 1:35.161 | 7    |
| 8                   | 27  | ニコ・ヒュルケンベルグ     | ルノー                          | 1:35.507 | 1:35.328 | 1:35.285 | 8    |
| 9                   | 11  | セルジオ・ペレス           | フォース・インディア-メルセデス | 1:36.185 | 1:35.513 | 1:35.337 | 9    |
| 10                  | 31  | エステバン・オコン         | フォース・インディア-メルセデス | 1:35.372 | 1:35.729 | 1:35.430 | 10   |
| 11                  | 55  | カルロス・サインツ         | トロ・ロッソ                    | 1:35.827 | 1:35.948 |          | 14 1 |
| 12                  | 18  | ランス・ストロール         | ウィリアムズ-メルセデス         | 1:36.279 | 1:35.964 |          | 11   |
| 13                  | 26  | ダニール・クビアト         | トロ・ロッソ                    | 1:35.984 | 1:35.968 |          | 12   |
| 14                  | 20  | ケビン・マグヌッセン       | ハース-フェラーリ               | 1:36.408 | 1:36.017 |          | 13   |
| 15                  | 14  | フェルナンド・アロンソ     | マクラーレン-ホンダ             | 1:36.353 | 1:36.660 |          | 15   |
| 16                  | 30  | ジョリオン・パーマー       | ルノー                          | 1:36.462 |          |          | 16   |
| 17                  | 2   | ストフェル・バンドーン     | マクラーレン-ホンダ             | 1:37.070 |          |          | 20 2 |
| 18                  | 94  | パスカル・ウェーレイン     | ザウバー-フェラーリ             | 1:37.332 |          |          | 17   |
| 19                  | 9   | マーカス・エリクソン       | ザウバー-フェラーリ             | 1:37.507 |          |          | 18   |
| 20                  | 8   | ロマン・グロージャン       | ハース-フェラーリ               | 1:37.620 |          |          | 19   |
| 107% time: 1:40.623 |     |                            |                                 |          |          |          |      |
| ソース              |     |                            |                                 |          |          |          |      |

追記
- ^1 - サインツは前戦バーレーンGPでストロールとの接触を引き起こしたため3グリッド降格[5][6]
- ^2 - バンドーンはFP2開始前に5基目のMGU-Hとターボへ交換したため15グリッド降格[9][19]

## 決勝
2017年4月30日 15:00
好スタートでトップに立ったボッタスがフェラーリ勢を抑え、81戦目でF1初優勝を飾った。ライコネンは今シーズン初の表彰台を獲得した。

### 展開
気温25度、路面温度41度、晴、ドライコンディション。
フォーメーションラップでフェルナンド・アロンソのマシンにトラブルが発生し、ピットエントリーにマシンを止めた。アロンソのマシンを撤去するため、エクストラフォーメーションラップが行われた。
スタートでボッタスがフェラーリ2台をパスしてトップに立つ。スタートが鈍かったライコネンはハミルトンにも抜かれたが、すぐに3位を奪い返した。後方ではターン2入口でグロージャンがパーマーに接触し、その直後にパーマーがグロージャンに接触、グロージャンはウォールにクラッシュ、パーマーもフロントを壊して2台ともリタイアした。また、ターン5ではランス・ストロールが単独スピンで順位を下げた。リタイアした2台のマシンを撤去するためセーフティカーが導入された。この間にバンドーンとケビン・マグヌッセンがターン2でトラックリミット違反を犯し5秒加算ペナルティを科されている。
4周目にレースが再開され、首位ボッタスはベッテル以下を徐々に引き離す。4位ハミルトンはマシンのオーバーヒート傾向に苦しみペースを上げられない。5周目にリカルドがブレーキトラブルでリタイアした。
タイヤ交換のタイミングが近づいた20周目にはボッタスとベッテルの差は5秒に開いていたが、バックマーカーの処理に手こずり2.5秒差まで詰められる。27周目にボッタスがウルトラソフトからスーパーソフトに交換、ライコネンは29周目、ハミルトンは30周目、そしてベッテルは34周目まで引っ張り、同様のタイヤ交換を行った。4人とも交換を終えた段階でボッタス、ベッテル、ライコネン、ハミルトンの順は変わらなかったが、ハミルトンはトラフィックに引っかかり優勝争いから脱落した。
ボッタスよりタイヤがフレッシュなベッテルはボッタスとの差を徐々に縮め、40周目には1.5秒前後にまで縮めていく。ボッタスもペースを上げて差を広げようとするがベッテルも応戦し、50周目にはDRSが使用できる1秒以内にまで接近した。ファイナルラップでついに0.7秒差まで縮まるが、周回遅れのフェリペ・マッサをボッタスはターン2であっさりとパスした一方、ベッテルはターン3でマッサに引っかかり、両者のバトルはボッタスに軍配が上がった。

### 結果
| Pos.   | No. | ドライバー                 | コンストラクター                | 周回数 | タイム/リタイア    | Grid | Pts. |
| ------ | --- | -------------------------- | ------------------------------- | ------ | ------------------ | ---- | ---- |
| 1      | 77  | バルテリ・ボッタス         | メルセデス                      | 52     | 1:28:08.743        | 3    | 25   |
| 2      | 5   | セバスチャン・ベッテル     | フェラーリ                      | 52     | +0.617             | 1    | 18   |
| 3      | 7   | キミ・ライコネン           | フェラーリ                      | 52     | +11.000            | 2    | 15   |
| 4      | 44  | ルイス・ハミルトン         | メルセデス                      | 52     | +36.320            | 4    | 12   |
| 5      | 33  | マックス・フェルスタッペン | レッドブル-タグ・ホイヤー       | 52     | +1:00.416          | 7    | 10   |
| 6      | 11  | セルジオ・ペレス           | フォース・インディア-メルセデス | 52     | +1:26.788          | 9    | 8    |
| 7      | 31  | エステバン・オコン         | フォース・インディア-メルセデス | 52     | +1:35.004          | 10   | 6    |
| 8      | 27  | ニコ・ヒュルケンベルグ     | ルノー                          | 52     | +1:36.188          | 8    | 4    |
| 9      | 19  | フェリペ・マッサ           | ウィリアムズ-メルセデス         | 51     | +1 Lap             | 6    | 2    |
| 10     | 55  | カルロス・サインツ         | トロ・ロッソ                    | 51     | +1 Lap             | 11   | 1    |
| 11     | 18  | ランス・ストロール         | ウィリアムズ-メルセデス         | 51     | +1 Lap             | 12   |      |
| 12     | 26  | ダニール・クビアト         | トロ・ロッソ                    | 51     | +1 Lap             | 11   |      |
| 13     | 20  | ケビン・マグヌッセン       | ハース-フェラーリ               | 51     | +1 Lap 1           | 14   |      |
| 14     | 2   | ストフェル・バンドーン     | マクラーレン-ホンダ             | 51     | +1 Lap 1           | 20   |      |
| 15     | 9   | マーカス・エリクソン       | ザウバー-フェラーリ             | 51     | +1 Lap             | 18   |      |
| 16     | 94  | パスカル・ウェーレイン     | ザウバー-フェラーリ             | 50     | +2 Laps            | 17   |      |
| Ret    | 3   | ダニエル・リカルド         | レッドブル-タグ・ホイヤー       | 5      | ブレーキ           | 5    |      |
| Ret    | 30  | ジョリオン・パーマー       | ルノー                          | 0      | グロージャンと接触 | 16   |      |
| Ret    | 8   | ロマン・グロージャン       | ハース-フェラーリ               | 0      | パーマーと接触     | 19   |      |
| DNS    | 14  | フェルナンド・アロンソ     | マクラーレン-ホンダ             | - 2    | パワーユニット     | -    |      |
| ソース |     |                            |                                 |        |                    |      |      |

ファステストラップ
- キミ・ライコネン（フェラーリ） 1:36.844（49周目）

ラップリーダー
- バルテリ・ボッタス (Lap 1-26, 35-52)
- セバスチャン・ベッテル (Lap 27-34)

追記
- フォーメーションラップで止まったアロンソのマシンを撤去するため、エクストラフォーメーションラップを行った。これにより、当初予定の53周から52周に減らされた[21]
- ^1 - マグヌッセンとバンドーンはターン2のトラックリミット違反で5秒のタイムペナルティとペナルティポイント1点が科された[25][26][27]
- ^2 - フォーメーションラップ中[21]

## 第4戦終了時点のランキング
|  | 順位 | ドライバー                 | ポイント |
|  | ---- | -------------------------- | -------- |
|  | 1    | セバスチャン・ベッテル     | 86       |
|  | 2    | ルイス・ハミルトン         | 73       |
|  | 3    | バルテリ・ボッタス         | 63       |
|  | 4    | キミ・ライコネン           | 49       |
|  | 5    | マックス・フェルスタッペン | 35       |

|   | 順位 | コンストラクター                | ポイント |
| - | ---- | ------------------------------- | -------- |
| 1 | 1    | メルセデス                      | 136      |
| 1 | 2    | フェラーリ                      | 135      |
|   | 3    | レッドブル-タグ・ホイヤー       | 57       |
|   | 4    | フォース・インディア-メルセデス | 31       |
|   | 5    | ウィリアムズ-メルセデス         | 18       |

- 注：ドライバー、コンストラクター共にトップ5のみ表示。